# Sci Fi
SCI FI (dawniej Sci-Fi Channel i SciFi Universal, obecnie w wielu krajach znany pod nazwą Syfy) – kanał telewizyjny, należący do koncernu NBCUniversal i nadający filmy, seriale oraz programy fantastycznonaukowe, fantasy i horrory. Pierwotnie rozpoczął nadawanie w Stanach Zjednoczonych 24 września 1992 roku, następnie pojawił się w krajach Ameryki Południowej i Europy. W Polsce kanał pierwotnie miał znaleźć się w ofercie platformy Wizja TV w 1998 roku. Kanał ostatecznie rozpoczął regularne nadawanie 1 grudnia 2007 roku, jednak już 16 listopada tego roku zainaugurowano przekaz testowy kanału, kodowany w Conax na potrzeby platformy cyfrowej n. Obecnie znajduje się w ofertach platform cyfrowych Polsat Box, Canal+ i Orange TV oraz sieci kablowych i IPTV. 15 stycznia 2018 roku kanał rozpoczął nadawanie w wysokiej rozdzielczości (HD).

## Zmiany nazwy

Logo kanału z lat 2002–2009

Logo z obowiązującą w wielu krajach zmienioną nazwą kanału z lat 2009–2017

Obecne logo z obowiązującą w wielu krajach zmienioną nazwą kanału

Z dniem 16 marca 2009 roku koncern NBCUniversal podjął decyzję o zmianie nazwy kanału na Syfy, która faktycznie weszła w życie 7 czerwca 2009 roku. Bonnie Hammer, prezes NBC Universal Cable Entertainment i Universal Cable Productions w rozmowie z „The New York Timesem” powody zmiany wyjaśniła następująco: „Nie mogliśmy mieć nazwy SciFi; to gatunek. Możemy jednak mieć nazwę Syfy”.
Zmiana nazwy z SciFi na Syfy nie objęła jednak Polski, o czym zdecydowały badania polskiej opinii publicznej - wpływ na ich wynik miały negatywne znaczeniowe konotacje słowa syfy w języku polskim (liczba mnoga od pejoratywnego słowa syf oznaczającego „brud”, „bałagan”, „syfilis”). Ostatecznie polską wersję kanału znaną pod nazwą Sci-Fi Channel 10 października 2010 roku przemianowano na SciFi Universal. W ramach tego działania zmieniono logotyp i oprawę audiowizualną, a ponadto uruchomiona została nowa strona internetowa kanału. 10 października 2017 roku nastąpiła kolejna zmiana nazwy kanału w Polsce - dotychczasowa nazwa SciFi Universal została przemianowana na Sci Fi.

## Oferta programowa

### Seriale obecnie emitowane
- Czarodziejki (1998–2006) – wersja zremasterowana w 2018 roku
- Killjoys (2015–2019)
- The Expanse (2015–2022)
- Magicy (2015-2020)[12]
- Wampiry: Dziedzictwo (2018–2022)
- Wynonna Earp (2016-2021)
- Van Helsing  (2016-2021)[13][14]
- The Outpost (2018–2021)[15]

### Programy, które będą emitowane w przyszłości
- Resident Alien
- Chucky
- Vagrant Queen

### Seriale dawniej emitowane
- 12 małp (2015–2018)
- Aftermath (2016)[16][17]
- Angel
- Ascension (2014)
- Battlestar Galactica
- Bitten (2014–2016)
- Blaszany bohater
- Blood Drive (2017)[18][19]
- Continuum: Ocalić przyszłość (2013–2015)
- Channel Zero (2016−2018)[17]
- Czarodziejki (1998–2006)
- Dark Matter (2015–2017)
- Defiance (2013–2015)
- Dominion (2014–2015)
- Eureka
- Firefly
- Flash Gordon
- Futurama
- Ghost Wars (2017–2018)[20]
- Gwiezdne wrota: Wszechświat
- Happy! (2017–2019)[21]
- Helix[22]
- Hunters (2016)[23]
- Kandydat na superbohatera
- Koniec dzieciństwa
- Korporacje przyszłości (2016–2017)[24][17][25]
- Krypton (2018–2019)[26]
- Magazyn 13
- Miecz prawdy
- Nightflyers  (2018)
- Mroczny anioł
- Olimp (2015)
- Przystań (2010–2015)
- Po tamtej stronie
- Prawdziwe powołanie
- Roswell: W kręgu tajemnic
- Stephen King: Złote lata
- Star Trek: Enterprise
- Star Trek: Następne pokolenie
- Superstition (2017–2018)
- Szkoła zabójców (2019)
- Trup jak ja
- Wiedźmikołaj
- W pogoni za prawdą
- Zagubiony w czasie
- Z Archiwum X
- Zagubiona tożsamość (2010–2015)
- Z Nation (2014–2018)